# Сингх, Гурбахш
Гурбахш Сингх (в.-пандж. ਗੁਰਬਖ਼ਸ਼ ਸਿੰਘ ਪ੍ਰੀਤਲੜੀ; англ. Gurbaksh Singh; 26 апреля 1895 — 20 августа 1977) — индийский писатель
 и поэт на панджабском языке, переводчик, драматург, редактор, просветитель. Считается основателем современной прозы на панджаби. Член Национальной академии литературы Индии Sahitya Akademi Fellowship.
Выпускник Инженерного колледжа Мичиганского университета. Начал печататься в 1911 году. Основал журнал «Прит лари» (с 1933). Дебютировал как поэт и драматург. 
Первая пьеса «Раджкумари Латика» вышла в 1923 году. Творческая активность проявилась в период роста национально-освободительного движения в Индии (рассказ «Патриот», автобиографический рассказ «Вечно пылающий светоч» и др.). Переводит на пенджабский язык сочинения М. Горького, В. Гюго, У. Уитмена, Т. Харди и других.
Участник Движения сторонников мира.

## Избранные произведения
- Сборники рассказов 
  - «Великая небесная река» (1940),
  - «Стражи любви» (1946),
  - «Шабнам» (1955),
  - «Жизнь в наследство» (1960),
- Романы 
  - «Незамужняя мать» (1942),
  - «Среди деревьев» (1973),
- автобиографическая проза